# کیکه
کیکه شهری در شهرستان بورزانگا در استان بام در بورکینافاسوی شمالی است و جمعیت آن ۸۳۱ نفر است.